# Au coin de ma rue
Au coin de ma rue est une émission de télévision québécoise pour la jeunesse en treize épisodes de 25 minutes diffusée du 3 mars au 26 mai 1980 à la Télévision de Radio-Canada.

## Synopsis
François et Mireille sont frère et sœur et découvrent le caractère multi-ethnique de Montréal en faisant des rencontres toutes plus intéressantes et pittoresques les unes que les autres, 'au coin de leur rue'.

## Distribution
- Mireille Marchal : Mireille
- François Marchal : François
- Anik Doussau : narratrice

## Fiche technique
- Scénarisation : Anik Doussau et Marie-Francine Hébert
- Réalisation : Anik Doussau
- Société de production : Productions Via le Monde

## Épisodes
1. Les Bulgares
2. Les Italiens
3. Les Haïtiens
4. Les Mexicains
5. Le Quartier Chinois
6. Les Vietnamiens
7. Québec en petit
8. Pâques grecques
9. Grand-maman tchèque
10. Les Orthodoxes
11. titre inconnu
12. Les Hindous
13. Les Africains